# Erik Anker
Erik Anker (15 de octubre de 1903 - 16 de agosto de 1994) fue un regatista y empresario noruego. Compitió en los Juegos Olímpicos de Ámsterdam 1928 en representación de su país. 

## Biografía
Nació en Berg, municipio de Halden, provincia de Østfold, hijo del regatista, medallista olímpico y diseñador de yates Johan Anker. Era hermano de Christian August Anker e hijastro de la escritora Nini Roll Anker (1873–1942). Estuvo casado con la ciudadana sueca Eva Esther Laurell (1909–1997).
En deporte de vela representó al Real Club de Yate de Noruega. En los Juegos Olímpicos de Ámsterdam 1928 ganó la medalla de oro como miembro de la flota Norna en la categoría de 6 metros. En el equipo también estaban su padre, Johan Anker, el príncipe Olaf de Noruega y Håkon Bryhn. Anker presidiría más tarde el Real Club de Yate de Noruega entre 1949 y 1951, organismo que había presidido su padre, y del que se convertiría en miembro honorario en 1977. También fue miembro de la Junta Directiva de la Federación Nórdica/Escandinava de Regata, ente cofundado por su padre en 1915.
Terminó sus estudios de secundaria en 1922. Estudió en la escuela de negocios de Neuchâtel hasta 1924, para luego estudiar economía en el Instituto de Estudios Políticos de París entre 1924 y 1925. Trabajó como contador y encargado de ventas en la Agence des Pays du Nord en la capital francesa desde 1924 hasta 1929, y luego, mientras también estudiaba química en Bruselas, fue director de la Societé Belge du Titane entre 1929 y 1935. En 1935 regresó a Noruega como director de exportaciones en Norsk Aluminium Co.

## Negocios
En 1937 se convirtió en director de Titan Co en Fredrikstad. Desde 1950 fue director ejecutivo, y también presidente de la rama hermana en Europa hasta su jubilación en 1969.
Presidió el consejo de comercio de Fredrikstad entre 1945 y 1956, y también presidió los comités locales para administrar la construcción de puentes y vías de tren. También fue vicecónsul de Bélgica en la provincia de Østfold entre 1949 y 1959. Durante la ocupación de Noruega por la Alemania nazi, Anker huyó hacia Suecia, que mantenía una postura neutral. Allí trabajó en la oficina industrial de la delegación noruega en Estocolmo de 1944 a 1945. Fue condecorado con la Medalla de Defensa 1940–1945.
Recibió los honores de Caballero de Primera Clase de la Orden de San Olaf (1960), Caballero de la Orden de Leopoldo II y Oficial de la Orden de la Corona Belga. En 1973 fue promovido a comandante de la Orden de San Olaf. Falleció en 1994.